# Düingdorf
Düingdorf ist ein Ortsteil der Stadt Melle im Landkreis Osnabrück in Niedersachsen. Der Ort bildete bis 1972 eine Gemeinde im damaligen Landkreis Melle und gehört heute zum Meller Stadtteil Bruchmühlen.

## Geographie
Der Ortsteil liegt am östlichen Rand der Stadt Melle. Im Süden bildet die Else die Grenze zum Meller Ortsteil Bennien und im Osten bildet der Kilverbach die Grenze zum Ortsteil Bruchmühlen der nordrhein-westfälischen Gemeinde Rödinghausen. Das alte kleine Dorf Düingdorf liegt am Osthang des 131 Meter hohen Düingbergs. Den Bevölkerungschwerpunkt von Düinghausen bildet die im 20. Jahrhundert entstandene Siedlung Steinbrink im Südosten des Ortsteils, die gemeinhin als Teil des Ortes  Bruchmühlen und nicht von Düingdorf angesehen wird.

## Geschichte
Die Bauerschaft Düingdorf gehörte bis zu den Napoleonischen Kriegen zum Amt Grönenberg des Hochstifts Osnabrück. Von 1807 bis 1810 gehörte Düingdorf zum Kanton Buer des napoleonischen Satellitenstaats Königreich Westphalen. Von 1811 bis 1813 gehörte der Ort unmittelbar zu Frankreich und dort zur Mairie Buer im Arrondissement Osnabrück des Departements der Oberen Ems. 1814 kam Düingdorf zum Königreich Hannover und gehörte dort wieder zum Amt Grönenberg. 1867 fiel Düingdorf mit dem gesamten Königreich Hannover an Preußen und seit 1885 gehörte die Gemeinde zum Landkreis Melle. Innerhalb des Landkreises Melle gehörte Düingdorf zur Samtgemeinde Buer. Am 1. Juli 1972 wurde Barkhausen im Rahmen der Gebietsreform in Niedersachsen Teil der Stadt Melle. Aus den Meller Ortsteilen Düingdorf und Bennien wurde der Stadtteil Bruchmühlen gebildet.

## Einwohnerentwicklung
| Jahr | Einwohner | Quelle |
| ---- | --------- | ------ |
| 1871 | 401       | [ 2 ]  |
| 1910 | 441       | [ 3 ]  |
| 1939 | 480       | [ 4 ]  |
| 1950 | 800       | [ 5 ]  |
| 1961 | 650       | [ 5 ]  |
| 1970 | 818       | [ 5 ]  |

## Baudenkmale

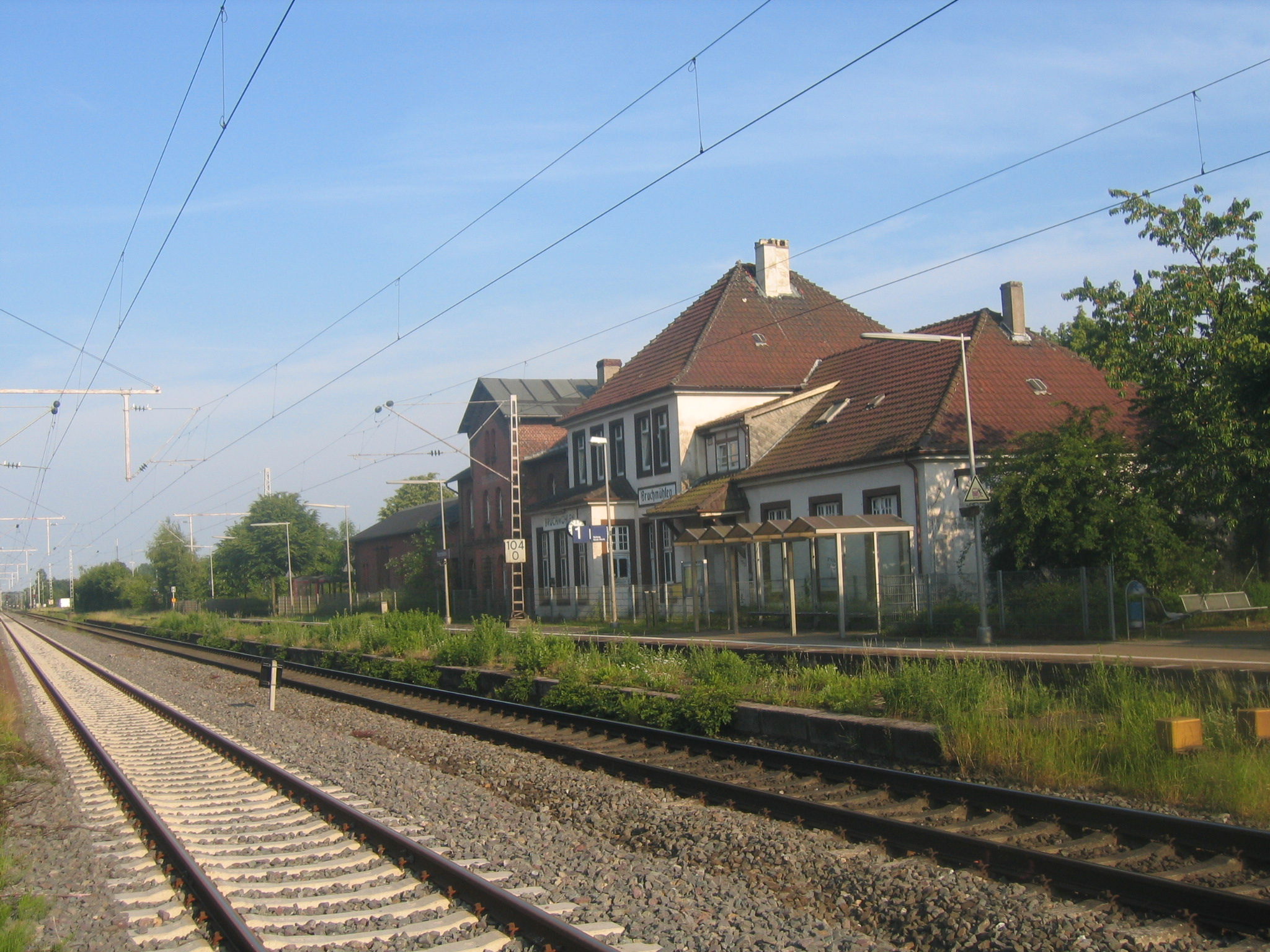
Bahnhof Bruchmühlen

In Düingdorf sind die Ostermühle am Suttbach, der Hof Grothaus und das Heuerhaus des Hofes Fretholt denkmalgeschützt.

## Verkehr
Im Ortsteil liegt der Bahnhof Bruchmühlen der Bahnstrecke Löhne–Osnabrück–Rheine.